# LAPE
Líneas Aéreas Postales Españolas, LAPE (іспанські поштові авіалінії) — колишня іспанська авіакомпанія,  що існувала в період Другої Республіки.

## Історія

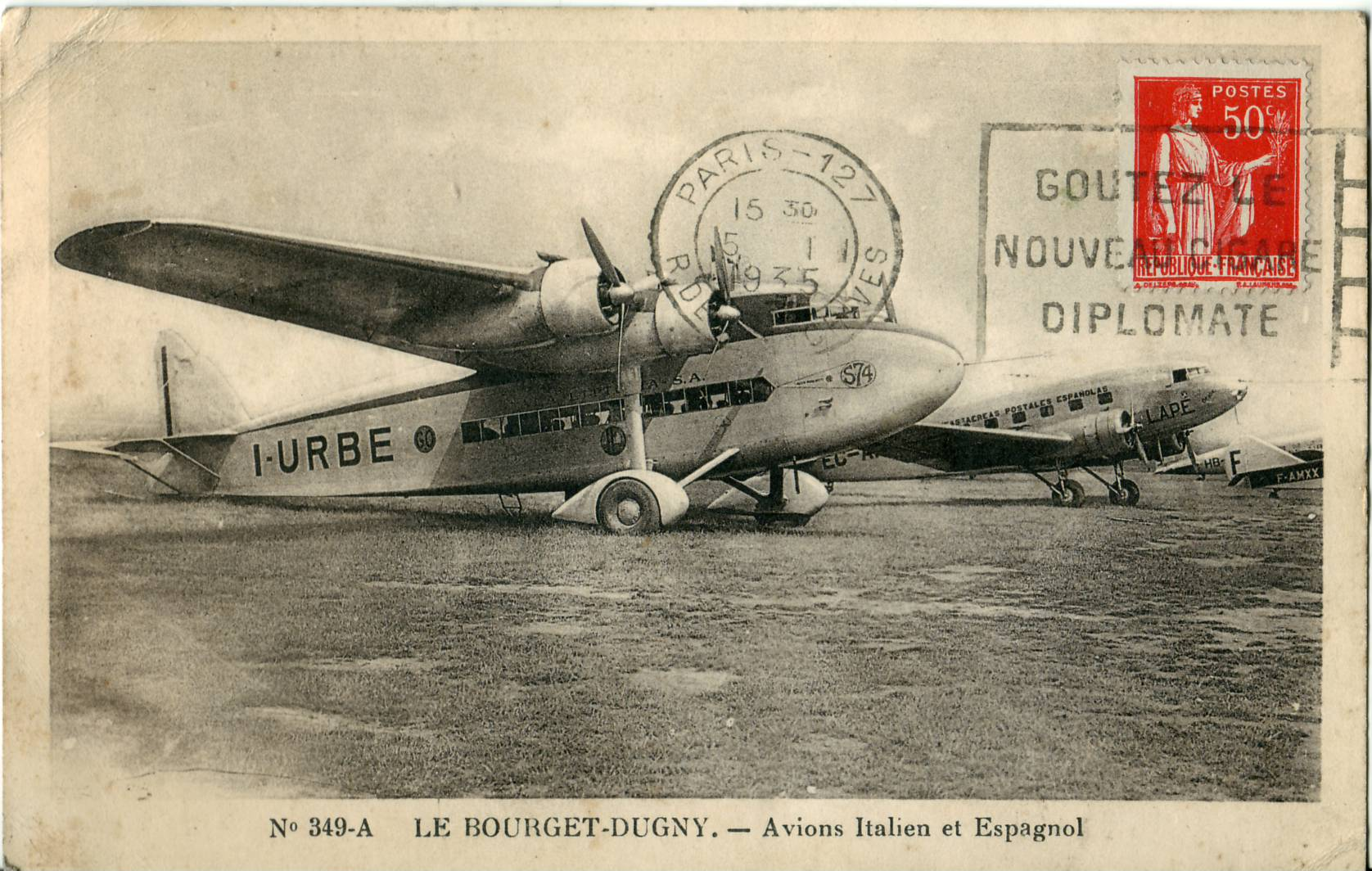
Douglas DC-2, що належав LAPE, в аеропорту Париж-Ле-Бурже, 1935 рік. На передньому плані Savoia-Marchetti SM.74 I-URBE італійської компанії Ala Littoria

### Попередні роки
У 1919 році в Іспанії було засновано службу авіапошти, перевезення якої, згідно із договором з Головним управлінням пошт та телеграфів, спочатку здійснювала французька компанія Latécoère.
У 1928 році уряд диктатора Мігеля Прімо де Рівери вирішив об'єднати приватні авіакомпанії, що з'явилися за минулі з того моменту роки, які діяли на території країни (заснована в 1920 році Compañia de Hidroaviones del Catábrico, Compañía Española de Tráfico Aéreo (CETA, 1921), Unión Aérea Española (UAE, 1925), а також Iberia (1927)) в нову компанію під назвою CLASSA (Compañia de Lineas Aéreas Subvencionadas S.A) 
Проте, Велика депресія, що розпочалася роком пізніше, негативно вплинула не тільки на її стан, але й на політичну ситуацію у Іспанії, в якій в 1931 році відбулася революція.

### Створення LAPE
23 вересня 1931 року авіакомпанію CLASSA було націоналізовано; договір, що був між нею та державою, визнано недійсним, а її активи конфісковано на користь новостворених «Іспанських поштових авіаліній» (LAPE), у яких 55% капіталу належало державі. Усі колишні акціонери CLASSA отримали відповідні компенсації.
Для укріплеення нової компанії, республіканський уряд Іспанії уклав із нею низку контрактів на поштові перевезення.
У перші роки після реорганізації повітряне сполучення LAPE обмежувалося лініями Мадрид-Севілья та Мадрид-Барселона. У березні 1934 р. були відновлені польоти на Канарські острови,  а через декілька місяців у вересні була відкрита лінія Мадрид-Валенсія. У 1935 року було запущено лінії Барселона-Пальма-де-Майорка, Барселона-Валенсія і Валенсія-Пальма-де-Майорка, хоча вони працювали з перервами. До червня 1936 року до аеропортів, що їх обслуговувала компанія, були додані Лас-Пальмас і Тенеріфе.
Пізніше LAPE відкрила перші міжнародні повітряні сполучення з Францією та Португалією. Її літаки обслуговували 3 мережі: внутрішню, північно-африканську (що включала Канарські острови) та міжнародну.
Станом на середину 1936 року, LAPE володіла парком з 18 літаків, основу якого становили пасажирські Dragon Rapide (8 місць) і Fokker F.VIIA/3m trimotor (15 місць). Крім того, LAPE уклала контракт з компанією CASA на будівництво двох гідропланів Dornier Do J Wal, аналогічних тим, що використовувалися в іспанській військовій та військово-морській авіації. Також вона мала німецькі тримоторні Junkers G 24. У рамках модернізації парку перший Douglas DC-2 прибув у Мадрид-Барахас у березні 1935 року.

### Період громадянської війни
У зв'язку з можливістю військового перевороту, у квітні 1936 командувач авіацією генерал Мігель Нуньєс де Прадо призначив свого особистого секретаря Карлоса Нуньеса Маза згодом начштабу ВПС) президентом LAPE з метою забезпечення лояльності пілотів і операторів компанії до уряду.
Вже після початку путчу, 6 вересня того ж року Головне управління з аеронавтики було розпущене республіканським урядом, а його функції було передано заступнику міністра авіації при Міністерстві авіації.
Компанія працювала і під час  громадянської війни, але все більш хаотично. Хоча значну частину літаків її флоту було реквізовано до Республіканських ВПС (FARE), де вони використовувалася як транспортні, LAPE продовжувала діяти в республіканських зонах Іспанії Лінію Мадрид-Барселона було розширено до Тулузи. До середини 1937 року існувала також лінія Мадрид-Сантандер, доки місто не було захоплене франкістами, хоча добиратися до нього доводилося обхідними шляхами. Щоразу, коли повітряні бої за Мадрид посилювалися, маршрут Барселона-Мадрид замінювався на Барселона-Альбасете. Багато пілотів компанії загинули під час транспортних та бомбардувальних вильотів.
Незадовго до падіння республіки, наприкінці лютого 1939 року, полковник Маза наказав сконцентрувати залишки флоту компанії подалі від лінії фронту, в Моноварі, щоб уникнути їхнього потрапляння до рук заколотників. В останні тижні конфлікту вони використовувалися для евакуації цивільного та військового керівництва Республики.
Після поразки республіканців, літаки LAPE були конфісковані франкістським урядом і передані компанії Iberia.

## Флот
Нідерланди
- Fokker F.VII/3m[10][11]
- Fokker F.XX (EC-45-E). Єдиний екземпляр, 15.02.37 зазнав аварії в аеропорту Прат-де-Льобрегат.[12][13] [14][15][16]

 Німеччина
- Junkers G 24ge
- Dornier Do J Wal

 Італія
- Savoia-Marchetti SM.62P (EC-AMM)
- Savoia-Marchetti SM.74

 США
- Curtiss Eagle III
- Douglas DC-1 (EC-AGN) єдиний екземпляр даної моделі, куплений у листопаді 1938 року, у липні 1939-го передано до Iberia Airlines
- Douglas DC-2
- Ford Trimotor
- General Aviation GA-43
- Northrop Delta
- Spartan Executive: (EC-AGM), реквізований до республіканських ВПС (30+74), згодом захоплений націоналістами; пізніше для ВПС було закуплено ще кілька подібних[17].
- Vultee V-1

 Франція
- Breguet 470 (EC-AHC). Єдиний збудований. Після капітуляції перелетів до Франції, де був розібраний.
- Breguet Wibault 670.T (EC-AGI), унікальний екземпляр, як F.XX, DC-1 та Br.470.
- CASA/Breguet 26-T Limousin (EC-HHA)
- Caudron C.445 Goéland

 Велика Британія
- Airspeed AS.6 Envoy
- De Havilland DH.80 Puss Moth ?Gipsy Moth
- De Havilland DH.89 Dragon Rapide
- British Klemm Eagle II EC-W46

## Галерея

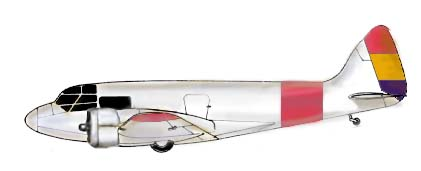
Забарвлення Airspeed Viceroy, переданого Республіканським ВПС
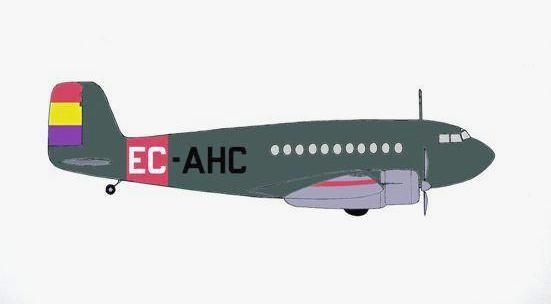
Breguet 470 Fulgur компанії LAPE, який наприкінці війни перелетів з Барселони до Тулузи.
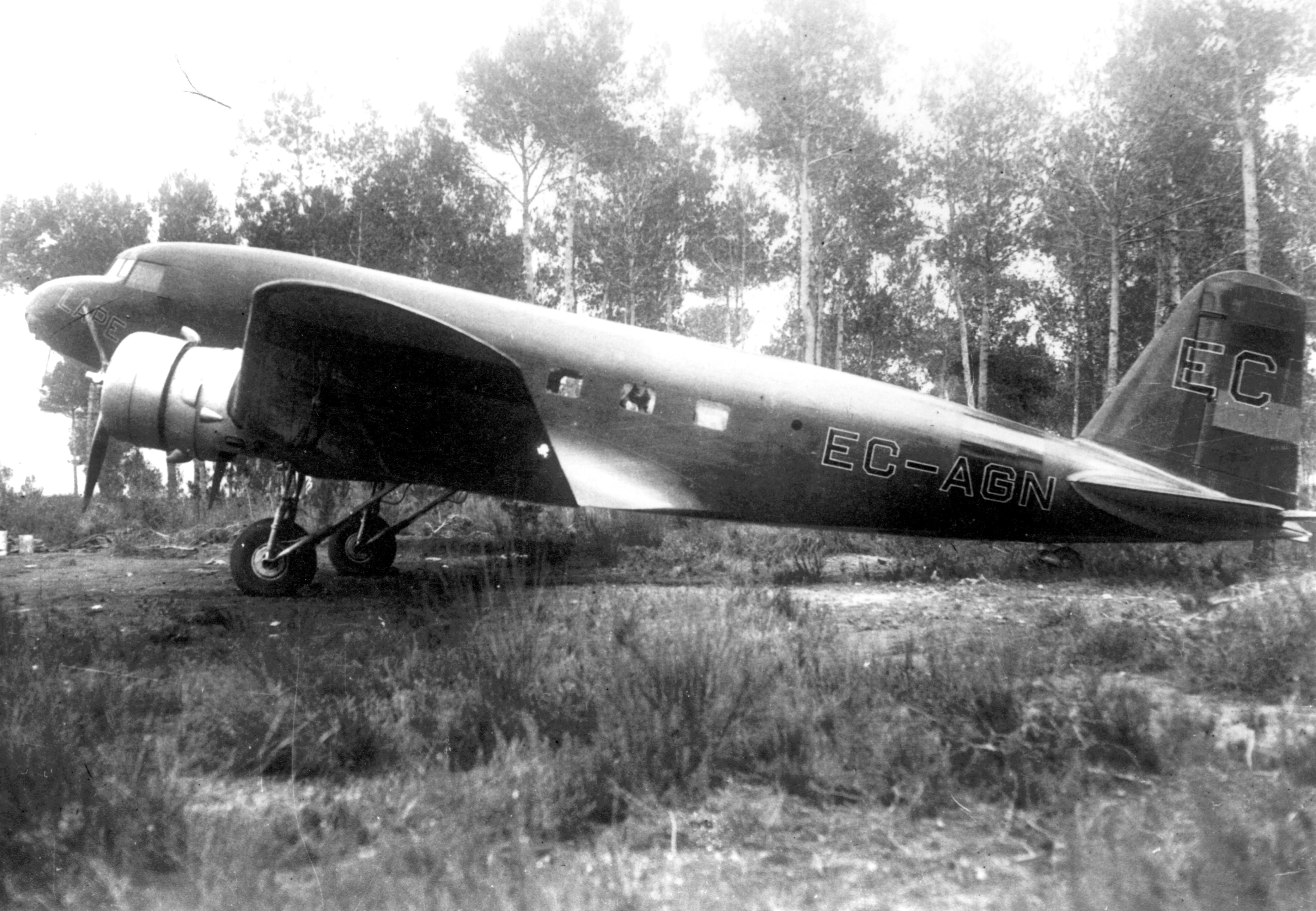
Douglas DC-1 EC-AGN зі складу Республіканських ВПС
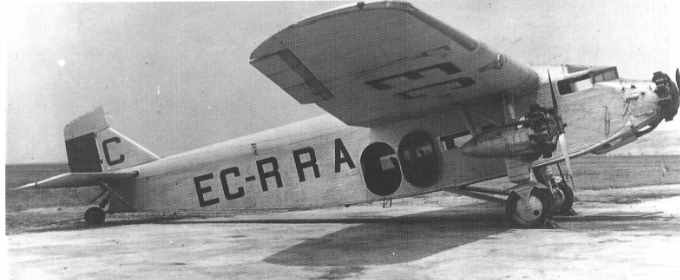
Ford Trimotor (EC-RRA)
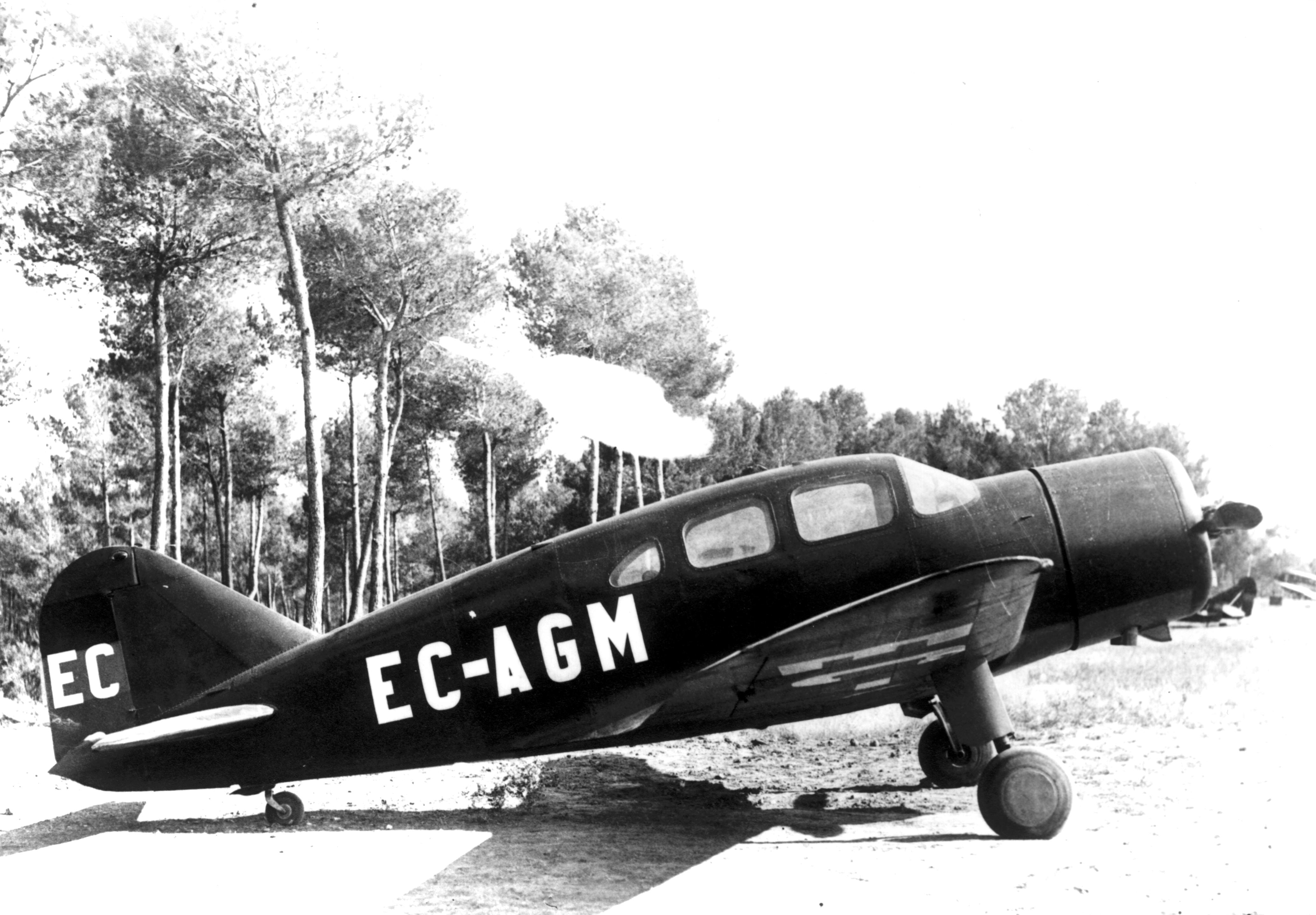
Spartan 7W Executive (EC-AGM)
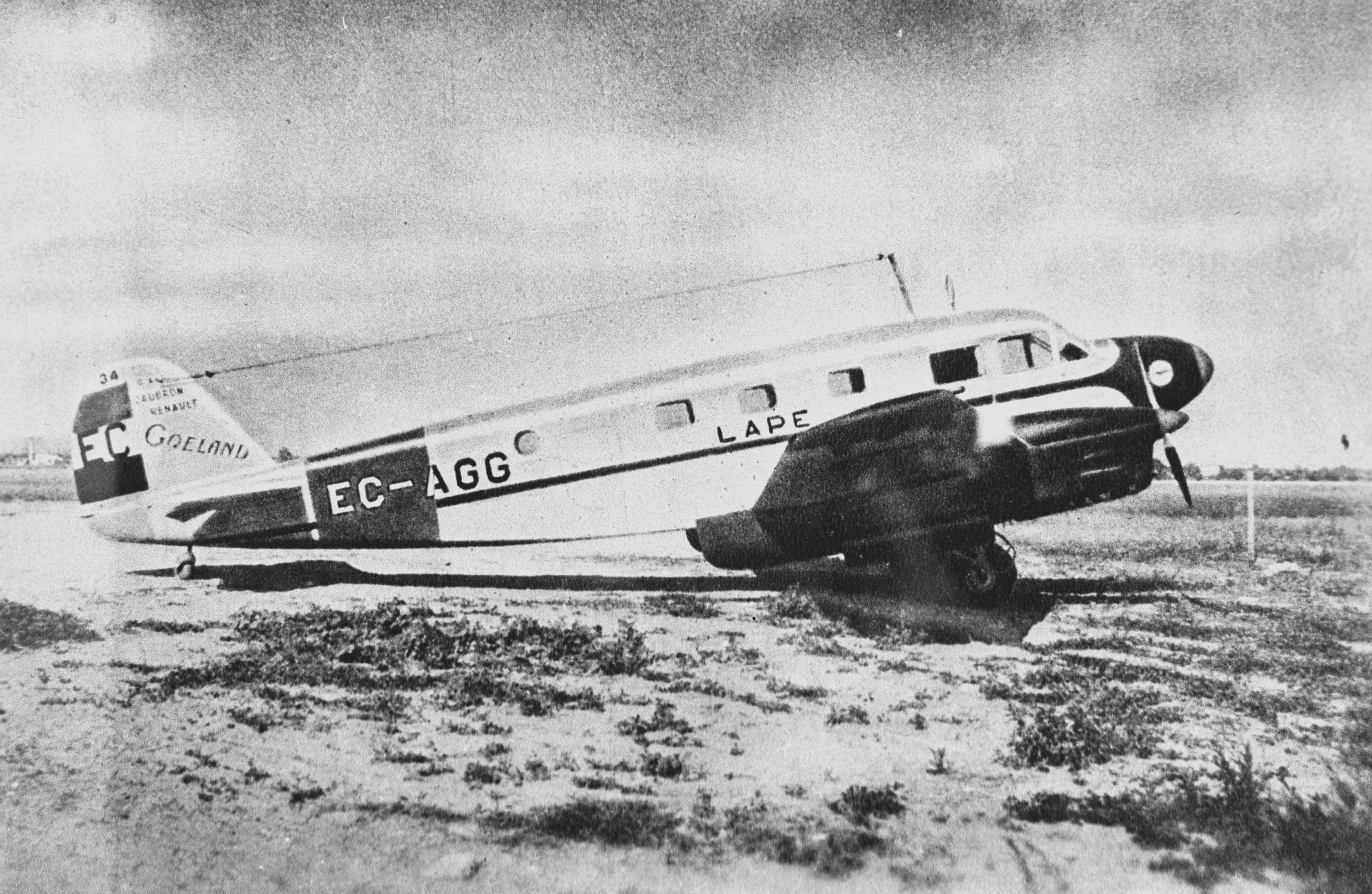
Caudron C.448 Goéland (EC-AGG)

## Аварії та катастрофи
- У березні 1937 року Douglas DC-2-115B (EC-AGK, "Orion") зазнав аварії в районі Валенсії і не підлягав відновленню.
- У тому ж місяці в аварію потрапив Douglas DC-2-115B (EC-AAY).
- 6 квітня 1937 року Douglas DC-2-115M (EC-BFF) було знищено при авіанальоті в аеропорту Сантандер.
- 15 лютого 1938 року керований Едуардо Соріано Fokker F.XX (EC-45-E), що вилетів з барселонського аеропорту Ель-Прат, зазнав аварії за невстановлених обставин і в результаті був списаний.
- 5 лютого 1939 року Spartan Executive (EC-AGM) розбився за невстановлених обставин у районі Білажуїга.